# Viktoria von Hessen-Darmstadt

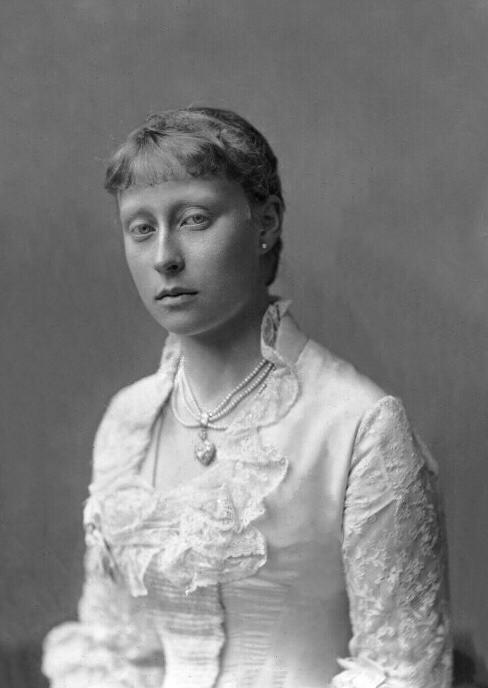
Viktoria von Hessen-Darmstadt um 1878, fotografiert von Alexander Bassano

Prinzessin Viktoria Alberta Elisabeth Mathilde Marie von Hessen und bei Rhein VA (* 5. April 1863 in Windsor Castle; † 24. September 1950 in Kensington Palace) war durch Heirat Prinzessin von Battenberg, spätere Marchioness of Milford Haven. Sie war sowohl die Enkelin von Königin Victoria von Großbritannien und Irland als auch die Mutter von Admiral Lord Louis Mountbatten, die Großmutter mütterlicherseits von Philip, Duke of Edinburgh, dem Ehemann von Königin Elisabeth II. und somit Urgroßmutter von König Charles III. Sie war ebenso die Schwiegermutter von König Gustav VI. Adolf von Schweden.

## Leben

### Kindheit und Jugend
Viktoria war das älteste von sieben Kindern des vorletzten hessischen Großherzogs Ludwig IV. und dessen Gattin Prinzessin Alice von Großbritannien und Irland. Sie wurde am Ostersonntag des Jahres 1863 auf Windsor Castle in Anwesenheit von Königin Victoria geboren und einige Wochen später getauft. Ihre Paten waren Prinzessin Mary Adelaide von Cambridge, Ludwig III., Großherzog von Hessen, der Prince of Wales und spätere Edward VII. und Prinz Heinrich von Hessen-Darmstadt. Jüngere Geschwister waren unter anderem der letzte hessische Großherzog Ernst Ludwig und die letzte russische Zarin Alexandra.

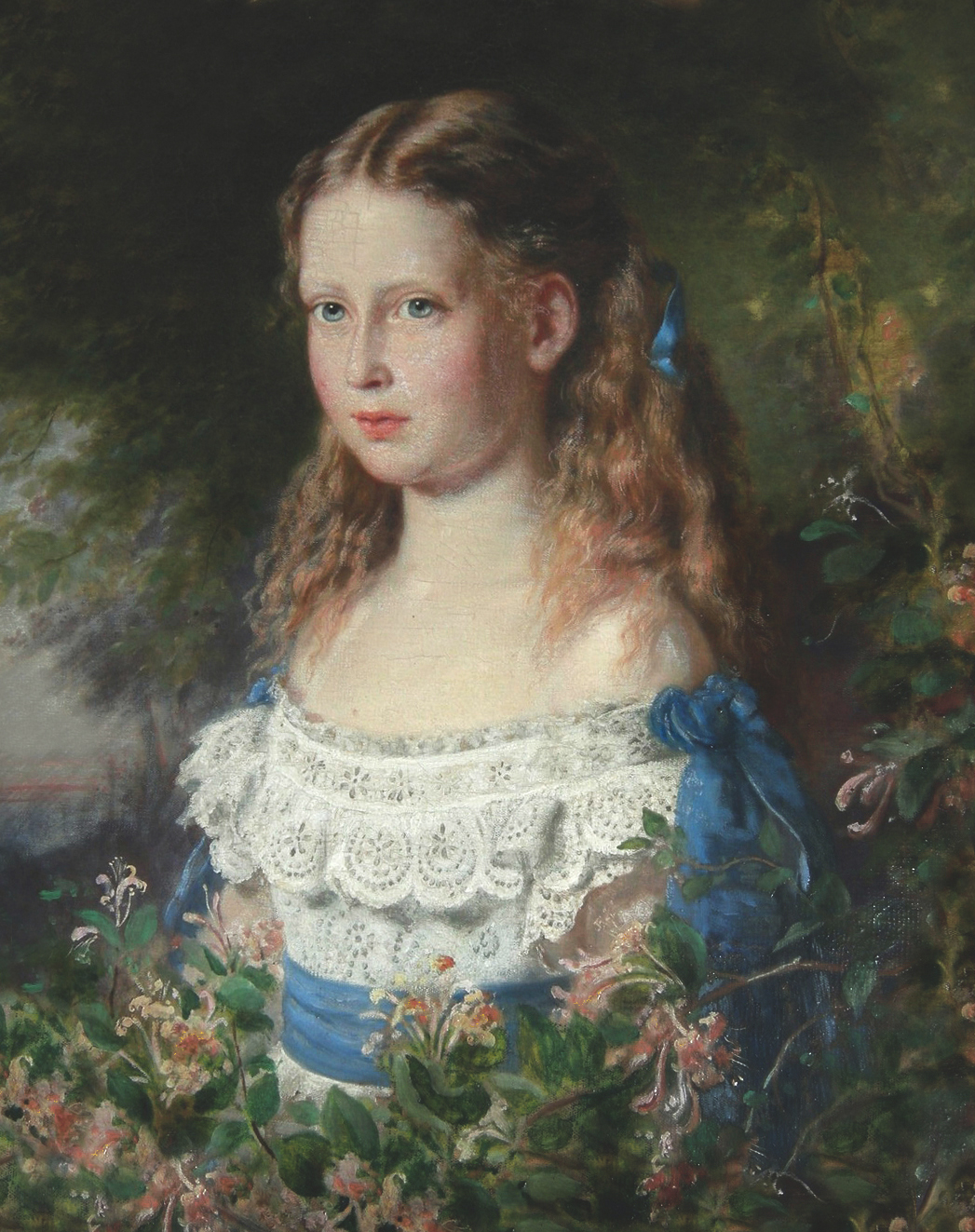
Prinzessin Viktoria als Kind, Gemälde von August Noack (1870)

Die ersten drei Kindheitsjahre verbrachte Viktoria in Bessungen, einem damals noch selbständigen Vorort von Darmstadt, bis die Familie in das Neue Palais in Darmstadt umzog. Die junge Prinzessin wurde sehr streng, bis zur Einfachheit erzogen. Dazu gehörten Religionsunterricht, Sprachen, Geschichte, Musik und höfische Konversation. In ihrer Jugend wurde Viktoria als Tomboy beschrieben. Ihre Mutter bemerkte früh ihre Wissbegierde und Intelligenz, die sie entsprechend förderte. Zeit ihres Lebens besaß Viktoria eine hohe Allgemeinbildung und war eine eifrige Leserin. Sie teilte sich ein Zimmer mit ihrer jüngeren Schwester Elisabeth, genannt „Ella“.
1866 wurde sie während des Deutschen Krieges zusammen mit ihrer Schwester Elisabeth nach England geschickt. Während des Deutsch-Französischen Krieges 1870 wurden im Schlosspark in Darmstadt Lazarette errichtet. Gemeinsam mit ihrer Mutter, Großherzogin Alice, half sie in Suppenküchen aus. Sie erinnerte sich später an die Kälte des Winters und dass sie sich den Arm mit heißer Suppe verbrannte.
1873 starb ihr erst zweijähriger Bruder Friedrich „Frittie“ (1870–1873) nach einem Fenstersturz an inneren Blutungen. Er litt an Hämophilie.
Im Jahr 1878 grassierte in Darmstadt die Diphtherie. Viktoria und ihre Geschwister steckten sich an und ihre Mutter pflegte sie wieder gesund. Nur Elisabeth entging der Krankheit, da sie sich bei den Großeltern aufhielt. An der Krankheit starben Viktorias jüngste Schwester Marie und schließlich auch ihre erst 35 Jahre alte Mutter.
Als ältestes Kind wurde Viktoria danach die Stütze ihres Vaters und übernahm zeitweise die Mutterrolle für ihre jüngeren Geschwister. Dazu schrieb sie später: "Der Tod meiner Mutter war ein irreparabler Verlust ... Meine Kindheit endete mit ihrem Tod, denn ich wurde die Älteste und am meisten verantwortlich." Nach diesem schrecklichen Verlust wuchsen die Kinder größtenteils bei ihrer Großmutter, Königin Victoria, in Großbritannien auf.

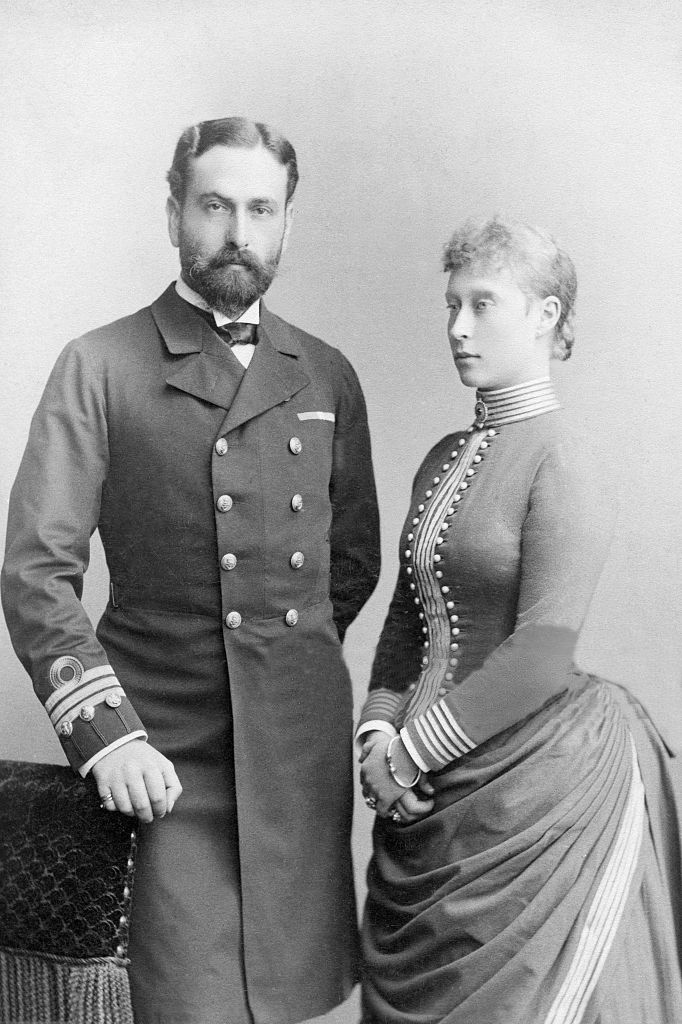
Ludwig von Battenberg und seine Verlobte Viktoria von Hessen-Darmstadt (1883)

### Heirat und Familie
Auf einem der vielen Familientreffen der weitverzweigten Verwandtschaft lernte sie ihren Onkel 2. Grades Prinz Ludwig von Battenberg, den ältesten Sohn von Prinz Alexander von Hessen-Darmstadt und der Gräfin Julia Hauke, kennen. Ludwig, Cousin von Viktorias Vater Ludwig IV. von Hessen-Darmstadt, hatte die britische Staatsbürgerschaft angenommen und war Offizier in der Royal Navy. Im Winter 1882 trafen sie sich erneut in Darmstadt und verlobten sich im Sommer des nächsten Jahres.
Da kurz vor der Hochzeit Viktorias Onkel Prinz Leopold, 1. Duke of Albany starb, musste die Trauung vorerst verschoben werden. Das Paar heiratete schließlich am 30. April 1884 in Darmstadt. Großherzog Ludwig war zunächst gegen eine Heirat. Seiner Ansicht nach war der Bräutigam wenig vermögend und hatte es nur auf das Geld abgesehen, da seine Tochter und ihr Ehemann nach der Heirat in Großbritannien leben würden. Doch zu seinem Missfallen widersetzte sich Viktoria der väterlichen Autorität und heiratete aus Liebe. Zur Hochzeit war ein Großteil des englisch-deutschen Hochadels angereist, so auch Königin Victoria und Prinz Wilhelm von Preußen. Kurioserweise heiratete der Brautvater Großherzog Ludwig am selben Tag seine geschiedene Geliebte Alexandrine von Hutten-Czapska und sorgte damit für einen gesellschaftlichen Skandal, sodass auch Ludwigs und Viktorias Hochzeitsgäste überstürzt abreisten. Die Ehe wurde jedoch auf Druck der Verwandtschaft noch im selben Jahr annulliert.
In den nächsten sechzehn Jahren wurden Viktoria und Ludwig Eltern von vier Kindern:
- Alice (1885–1969) ⚭ 1903 Prinz Andreas von Griechenland
- Louise (1889–1965) ⚭ 1923 Kronprinz und später König Gustav VI. Adolf von Schweden
- George, 2. Marquess of Milford Haven (1892–1938) ⚭ 1916 Gräfin Nadja Michailowna Romanowna de Torby
- Louis (1900–1979), 1. Earl Mountbatten of Burma, Vizekönig von Indien, Erster Seelord ⚭ 1922 Edwina Ashley

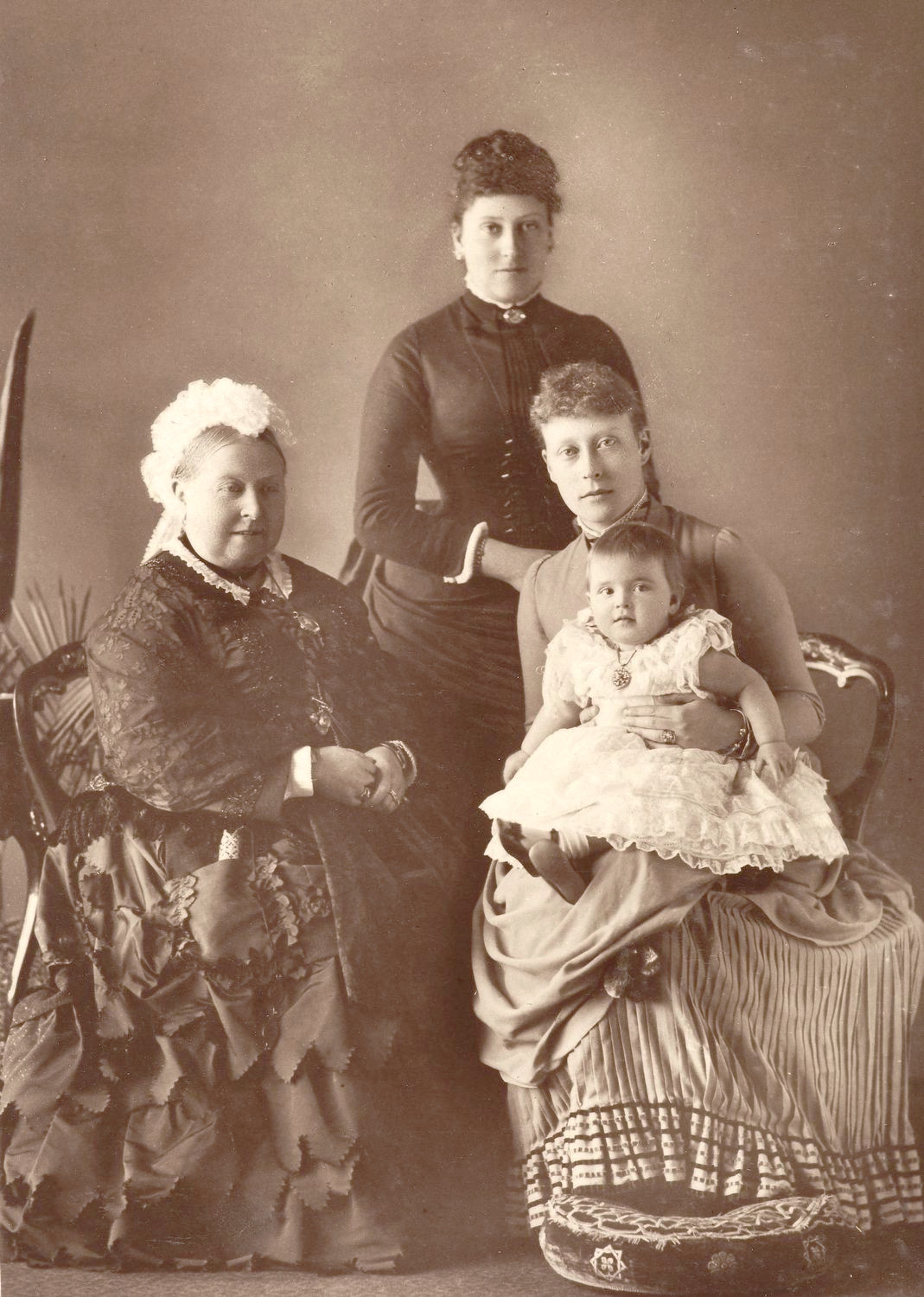
Viktoria (rechts sitzend) mit ihrer Tochter Alice, ihrer Großmutter Queen Victoria und Tante Prinzessin Beatrice von Battenberg (1886)

Die Familie lebte primär in Großbritannien und besaß Häuser in Chichester, Sussex und Walton-on-Thames. Während der Aufenthalte in Deutschland bewohnten sie Schloss Heiligenberg in Jugenheim. Durch die Arbeit ihres Ehemannes zog Viktoria auch oft mit den Kindern zwischen den verschiedenen britischen Seegebieten umher und verlebte so einige Winter auf Malta. Im Jahr 1887 erkrankte Viktoria an Typhus und wurde von Ludwig gepflegt. Im Juni desselben Jahres war sie ausreichend erholt, sodass sie die Feierlichkeiten zum Goldenen Thronjubiläum Königin Victorias in London besuchte.

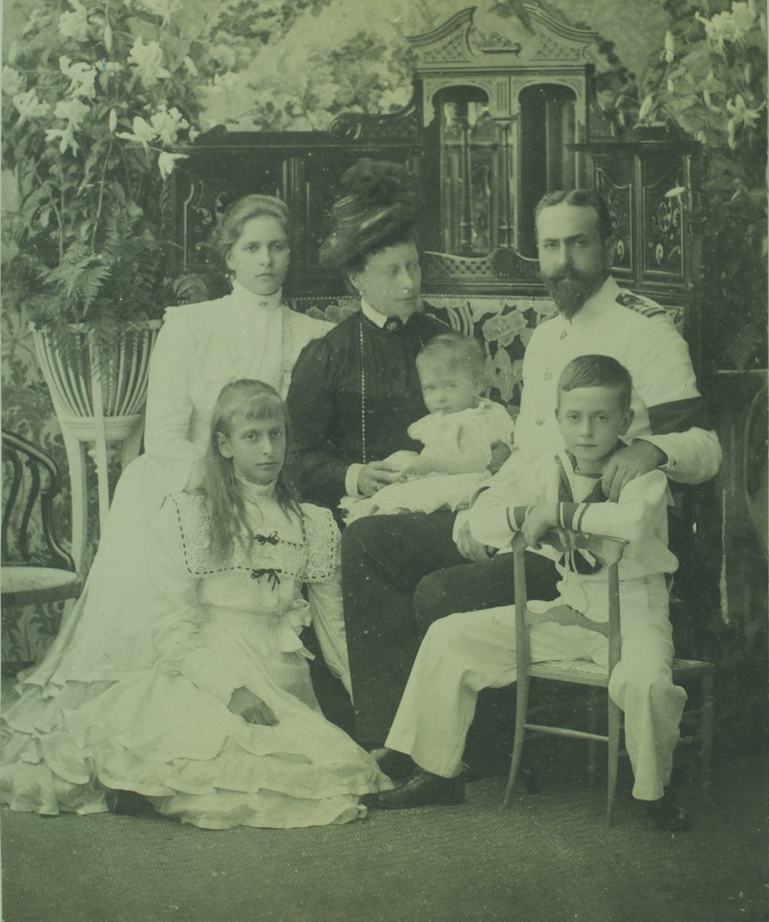
Viktoria und Ludwig mit ihren Kindern Alice, Louise, Louis und George (1902)

Viktoria, die sehr an Geologie und Archäologie interessiert war, eignete sich im Laufe der Zeit viele Kenntnisse auf diesen Gebieten an. Sie zeichnete geologische Karten von Malta und beteiligte sich an Ausgrabungen sowohl dort als auch in Deutschland. In ledergebundenen Bänden verzeichnete sie die Bücher, die sie gelesen hatte und die ein breites Spektrum an Themengebieten enthielten, einschließlich der sozialistischen Philosophie. Ihre Kinder unterrichtete sie teilweise selbst und stellte diesen immer wieder die neusten technischen Errungenschaften der damaligen Zeit vor. Ihr jüngster Sohn Louis sagte 1968, sie sei „eine wandelnde Enzyklopädie. Sie hat ihr ganzes Leben Wissen über alle möglichen Themen gesammelt und sie hatte das große Geschenk, das alles interessant machen zu können, als sie es mir beibrachte.“ Außerdem fügte er hinzu, dass sie eines der offensten Mitglieder der königlichen Familie gewesen sei und bezüglich Politik völlig frei von Vorurteilen. 1906 nahm sie an Flügen in einem Luftschiff und in einem Doppeldecker teil.
Bis 1914 besuchte Viktoria regelmäßig ihre Schwestern in Russland und Deutschland. Alix und Elisabeth waren beide mit Mitgliedern der russischen Zarenfamilie vermählt, Alix mit Zar Nikolaus II. und Elisabeth mit Großfürst Sergei Alexandrowitsch Romanow. Die dritte Schwester Irene war mit dem Kaiserbruder Prinz Heinrich von Preußen verheiratet. Zwischen Juli und August 1914 besuchte sie mit ihrer Tochter Louise zum letzten Mal ihre Schwester Alix und deren Familie in Russland. Bei Kriegsbeginn reisten Viktoria und Louise von Jekaterinburg nach Sankt Petersburg. Von dort aus begann eine mehrwöchige Odyssee durch Tornio nach Stockholm. Sie fuhren von Bergen, Norwegen, mit dem letzten Schiff zurück nach Großbritannien.

### Späteres Leben

Großherzog Ernst Ludwig von Hessen-Darmstadt mit seinen Schwestern und Schwagern am 8. Oktober 1903 (von links): Großherzog Ernst Ludwig, Zarin Alexandra Feodorowna und Zar Nikolaus II. von Russland; Prinzessin Irene und Prinz Heinrich von Preußen; Großfürstin Jelisawjeta Fjodorowna und Großfürst Sergei Alexandrowitsch Romanow; Prinzessin Viktoria von Hessen-Darmstadt und Prinz Ludwig Alexander von Battenberg

Von 1912 bis 1914 fungierte Prinz Ludwig als Erster Seelord, der höchsten Dienststellung der britischen Marine. Mit dem Ausbruch des Ersten Weltkrieges und aufgrund seiner deutschen Herkunft musste er diesen Titel jedoch wieder aufgeben und trat zurück. Sie warf der Regierung den erzwungenen Rücktritt ihres Mannes vor. Sie misstraute dem Ersten Lord der Admiralität, Winston Churchill, den sie für unzuverlässig hielt. Über die Kriegsjahre bewohnten die Eheleute das Kent House auf der Isle of Wight, welches Viktoria von ihrer Tante Louise, Duchess of Argyll erhalten hatte.
Seit ihrer Heirat führte sie den Titel einer Prinzessin von Battenberg. Aufgrund der antideutschen Stimmung im Jahre 1917 in Großbritannien veranlasste König Georg V., dass alle Mitglieder der Königsfamilie auf ihre deutschen Titel verzichteten. Der Name wurde von Battenberg in Mountbatten geändert. Zugleich erhob man ihren Ehemann zum Marquess of Milford Haven und Viktoria zur Marchioness of Milford Haven.
1918 wurden ihre jüngeren Schwestern Elisabeth und Alix, ihr Schwager Nikolaus II., ihre Nichten, ihr Neffe sowie weitere Mitglieder der russischen Herrscherfamilie von den Bolschewiki ermordet. Das genaue Schicksal der Angehörigen blieb für die Familie lange Zeit im Unklaren. 1921 erreichte Elisabeths Leichnam nach langer Irrfahrt Jerusalem und wurde dort in Anwesenheit Viktorias beigesetzt.

Kurz nach der Rückkehr aus Jerusalem verstarb ihr Ehemann Ludwig im September 1921 in London. Als Ludwig sie im Naval and Military Club in Piccadilly antraf, klagte er darüber, sich nicht wohl zu fühlen. Viktoria überredete ihn, ein Zimmer im Nebengebäude des Clubs für die Nacht zu nehmen, und ein konsultierter Arzt verschrieb ein Medikament, welches Viktoria in einer nahe gelegenen Apotheke besorgte. Als sie zurückkehrte, war Ludwig bereits tot.

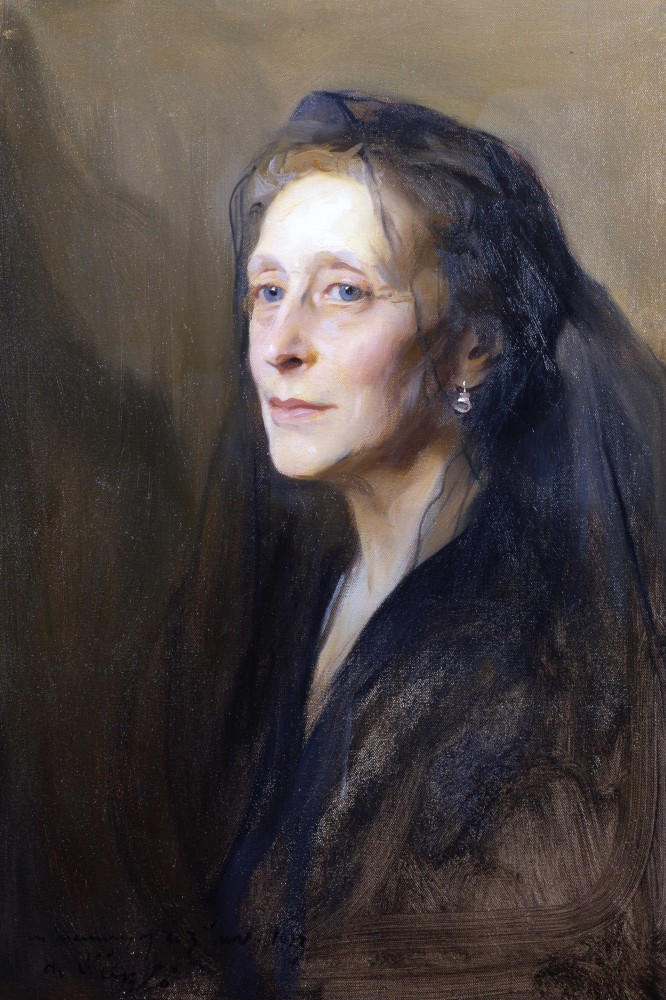
Viktoria Mountbatten, Marchioness of Milford Haven in späteren Jahren, Gemälde von Philip Alexius de László (vor 1937)

In ihrer Witwenschaft bezog Viktoria ein Apartment im Kensington Palace. Dort wurde sie nach ihrem Biografen „zu einer zentralen matriarchalischen Figur im Leben der überlebenden europäischen Königshäuser“. Einige persönliche Schicksalsschläge folgten. 1930 wurde die älteste Tochter Alice als schizophren diagnostiziert. Daraufhin kümmerte sich Viktoria um die Erziehung ihres Enkels Philip, nachdem sich seine Eltern getrennt hatten und Alice in ein Sanatorium in der Schweiz eingeliefert worden war. 1937 starb ihr Bruder Ernst Ludwig. Noch im selben Jahr kam Viktorias Enkelin Cecilia mit Ehemann Georg Donatus, den beiden Söhnen und Großherzogin Eleonore bei einem Flugunglück in Ostende, Belgien, ums Leben. Ein Jahr später starb der älteste Sohn George an Knochenkrebs.
Im Zweiten Weltkrieg wurde der Kensington Palace bombardiert, sodass Viktoria vorübergehend nach Windsor Castle zog und bei der Familie von König Georg VI. lebte. Sie verbrachte viel Zeit mit Lesen und war in ständiger Sorge um ihre Kinder. Zu Tochter Alice, die sich während des Krieges im besetzten Griechenland aufhielt, brach der Kontakt über vier Jahre ab.
1947 wurde ihrem Sohn Louis das Amt des Vizekönigs von Indien angeboten, was Viktoria strikt ablehnte, da sie die zukünftige Rolle Louis’ als zu gefährlich und schwierig ansah. Im selben Jahr nahm sie an der Hochzeit ihres Enkels Philip mit der britischen Thronfolgerin Elisabeth teil und ein Jahr später wohnte sie der Taufe ihres Urenkels Prinz Charles im Buckingham Palace bei.
Im September 1950 erkrankte Viktoria während eines Besuchs bei ihrem Sohn Louis auf dessen Landsitz Broadlands bei Romsey an einer Bronchitis. Sie sagte, es sei besser, zu Hause zu sterben, und kehrte in den Kensington Palace nach London zurück. Dort starb sie am 24. September 1950 im Alter von 87 Jahren. Sie wurde neben ihrem Ehemann auf dem Friedhof der St.-Mildred’s-Kirche in Whippingham auf der Isle of Wight begraben.

### Vorfahren
| Ahnentafel von Viktoria von Hessen-Darmstadt | Ahnentafel von Viktoria von Hessen-Darmstadt                                                                               | Ahnentafel von Viktoria von Hessen-Darmstadt                                                                      | Ahnentafel von Viktoria von Hessen-Darmstadt                                                                      | Ahnentafel von Viktoria von Hessen-Darmstadt                                                                      | Ahnentafel von Viktoria von Hessen-Darmstadt                                                                      | Ahnentafel von Viktoria von Hessen-Darmstadt                                                                      | Ahnentafel von Viktoria von Hessen-Darmstadt                                                                            | Ahnentafel von Viktoria von Hessen-Darmstadt                                                                      |
| -------------------------------------------- | --- | --- | --- | --- | --- | --- | --- | --- |
| Ururgroßeltern                               | Großherzog Ludwig I. von Hessen und bei Rhein (1753–1830) ⚭ 1777 Luise Henriette Karoline von Hessen-Darmstadt (1761–1829) | Karl Ludwig von Baden (1755–1801) ⚭ 1774 Amalie von Hessen-Darmstadt (1754–1832)                                  | König Friedrich Wilhelm II. von Preußen (1744–1797) ⚭ 1769 Friederike von Hessen-Darmstadt (1751–1805)            | Landgraf Friedrich V. von Hessen-Homburg (1748–1820) ⚭ 1768 Karoline von Hessen-Darmstadt (1746–1821)             | Herzog Franz von Sachsen-Coburg-Saalfeld (1750–1806) ⚭ 1777 Auguste Reuß zu Ebersdorf (1757–1831)                 | Herzog August von Sachsen-Gotha-Altenburg (1772–1822) ⚭ 1797 Luise Charlotte zu Mecklenburg (1779–1801)           | König Georg III. von Großbritannien und Irland (1738–1820) ⚭ 1761 Sophie Charlotte von Mecklenburg-Strelitz (1744–1818) | Herzog Franz von Sachsen-Coburg-Saalfeld (1750–1806) ⚭ 1777 Auguste Reuß zu Ebersdorf (1757–1831)                 |
| Urgroßeltern                                 | Großherzog Ludwig II. von Hessen und bei Rhein (1777–1848) ⚭ 1804 Wilhelmine von Baden (1788–1836)                         | Großherzog Ludwig II. von Hessen und bei Rhein (1777–1848) ⚭ 1804 Wilhelmine von Baden (1788–1836)                | Wilhelm von Preußen (1783–1851) ⚭ 1804 Maria Anna Amalie von Hessen-Homburg (1785–1846)                           | Wilhelm von Preußen (1783–1851) ⚭ 1804 Maria Anna Amalie von Hessen-Homburg (1785–1846)                           | Herzog Ernst I. von Sachsen-Coburg und Gotha (1784–1844) ⚭ 1817 Luise von Sachsen-Gotha-Altenburg (1800–1831)     | Herzog Ernst I. von Sachsen-Coburg und Gotha (1784–1844) ⚭ 1817 Luise von Sachsen-Gotha-Altenburg (1800–1831)     | Edward Augustus, Duke of Kent and Strathearn (1767–1820) ⚭ 1818 Victoire von Sachsen-Coburg-Saalfeld (1786–1861)        | Edward Augustus, Duke of Kent and Strathearn (1767–1820) ⚭ 1818 Victoire von Sachsen-Coburg-Saalfeld (1786–1861)  |
| Großeltern                                   | Karl von Hessen-Darmstadt (1809–1877) ⚭ 1836 Elisabeth von Preußen (1815–1885)                                             | Karl von Hessen-Darmstadt (1809–1877) ⚭ 1836 Elisabeth von Preußen (1815–1885)                                    | Karl von Hessen-Darmstadt (1809–1877) ⚭ 1836 Elisabeth von Preußen (1815–1885)                                    | Karl von Hessen-Darmstadt (1809–1877) ⚭ 1836 Elisabeth von Preußen (1815–1885)                                    | Albert von Sachsen-Coburg und Gotha (1819–1861) ⚭ 1840 Königin Victoria von Großbritannien und Irland (1819–1901) | Albert von Sachsen-Coburg und Gotha (1819–1861) ⚭ 1840 Königin Victoria von Großbritannien und Irland (1819–1901) | Albert von Sachsen-Coburg und Gotha (1819–1861) ⚭ 1840 Königin Victoria von Großbritannien und Irland (1819–1901)       | Albert von Sachsen-Coburg und Gotha (1819–1861) ⚭ 1840 Königin Victoria von Großbritannien und Irland (1819–1901) |
| Eltern                                       | Großherzog Ludwig IV. von Hessen und bei Rhein (1837–1892) ⚭ 1862 Alice von Großbritannien und Irland (1843–1878)          | Großherzog Ludwig IV. von Hessen und bei Rhein (1837–1892) ⚭ 1862 Alice von Großbritannien und Irland (1843–1878) | Großherzog Ludwig IV. von Hessen und bei Rhein (1837–1892) ⚭ 1862 Alice von Großbritannien und Irland (1843–1878) | Großherzog Ludwig IV. von Hessen und bei Rhein (1837–1892) ⚭ 1862 Alice von Großbritannien und Irland (1843–1878) | Großherzog Ludwig IV. von Hessen und bei Rhein (1837–1892) ⚭ 1862 Alice von Großbritannien und Irland (1843–1878) | Großherzog Ludwig IV. von Hessen und bei Rhein (1837–1892) ⚭ 1862 Alice von Großbritannien und Irland (1843–1878) | Großherzog Ludwig IV. von Hessen und bei Rhein (1837–1892) ⚭ 1862 Alice von Großbritannien und Irland (1843–1878)       | Großherzog Ludwig IV. von Hessen und bei Rhein (1837–1892) ⚭ 1862 Alice von Großbritannien und Irland (1843–1878) |
| Viktoria von Hessen-Darmstadt (1863–1950)    | | | | | | | | |